# Deschampsia parvula
Deschampsia parvula är en gräsart som först beskrevs av Joseph Dalton Hooker, och fick sitt nu gällande namn av Étienne-Émile Desvaux. Deschampsia parvula ingår i släktet tåtlar, och familjen gräs. Inga underarter finns listade i Catalogue of Life.